# Loßnitz (Blankenhain)
Loßnitz ist ein Ortsteil der Stadt Blankenhain im Landkreis Weimarer Land, Thüringen.

## Geografie
Der Ort liegt 4,5 km östlich von Blankenhain. Die Landesstraße 1060 mit Anschluss an die Bundesautobahn 4 bei Magdala führt durch das Dorf. Die Gemarkung ist kupiert und die Fließgewässer sind mit Sträuchern und Bäumen begrünt, besonders die Magdel. Richtung Milda sind leichte Anstiege zu überwinden. Die Anhöhen sind bewaldet.

## Wirtschaft
In Loßnitz befindet sich der Sitz der Agrargenossenschaft Niedersynderstedt e.G.

## Geschichte
Die urkundliche Ersterwähnung von Loßnitz erfolgt 1378. Der Ort ist wohl viel älter, denn es wurden sogar Bodenfunde aus der jüngeren Steinzeit geborgen. Lange Zeit gehörten die Einwohner zur Herrschaft Blankenhain. Dann wechselten die Herrschaftsverhältnisse öfters. Ein Freihof des Rittergutes Blankenhain war auch ansässig. 1600 brannte der Ort ab und war bis 1655 wüst. Das Dorf wurde auch noch im Dreißigjährigen Krieg total zerstört. Die Felder wurden nicht mehr bearbeitet. Dann bauten sich Groß- und Mittelbauern neue Existenzen auf. Auch diese Betriebe gingen in der DDR den Weg der Kollektivierung der Landwirtschaft. Nach der Wende kam es zu neuen Formen der Landwirtschaft.

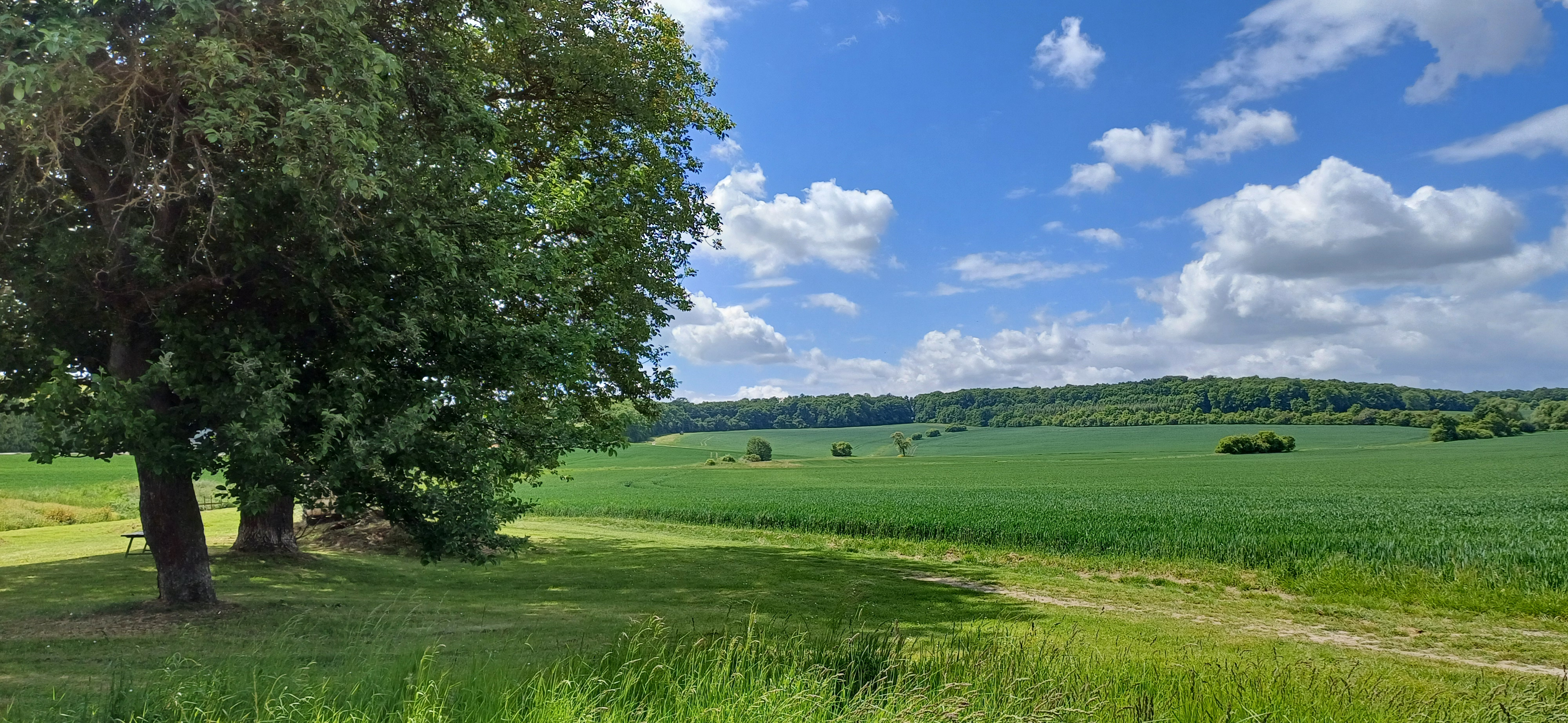
Landschaft bei Loßnitz an der Madgel, OT Blankenhain, Weimarer Land

Am 1. Juli 1950 wurden die bis dahin eigenständigen Gemeinden Obersynderstedt und Söllnitz eingegliedert.